# Moca-Croce
Moca-Croce (korsisch Macà è Croci; italienisch Mocà-Croce) ist eine französische Gemeinde mit 234 Einwohnern (Stand: 1. Januar 2022) auf der französischen Mittelmeerinsel Korsika. Sie gehört zum Département Corse-du-Sud, zum Arrondissement Sartène und zum Kanton Taravo-Ornano. Die Bewohner werden Mocanais und Mocanaises genannt.

## Geografie und Infrastruktur
Die Route forestière 5 tangierte das auf 450 Meter über dem Meeresspiegel gelegene Moca-Croce. Nachbargemeinden sind Argiusta-Moriccio im Norden, Aullène im Nordosten, Serra-di-Scopamène im Osten, Zérubia im Südosten, Petreto-Bicchisano im Südwesten, Pila-Canale im Westen sowie Urbalacone im Nordwesten.

## Bevölkerungsentwicklung
| Jahr      | 1962 | 1968 | 1975 | 1982 | 1990 | 1999 | 2008 | 2014 | 2020 |
| --------- | ---- | ---- | ---- | ---- | ---- | ---- | ---- | ---- | ---- |
| Einwohner | 296  | 254  | 247  | 211  | 207  | 221  | 221  | 232  | 259  |

## Sehenswürdigkeiten

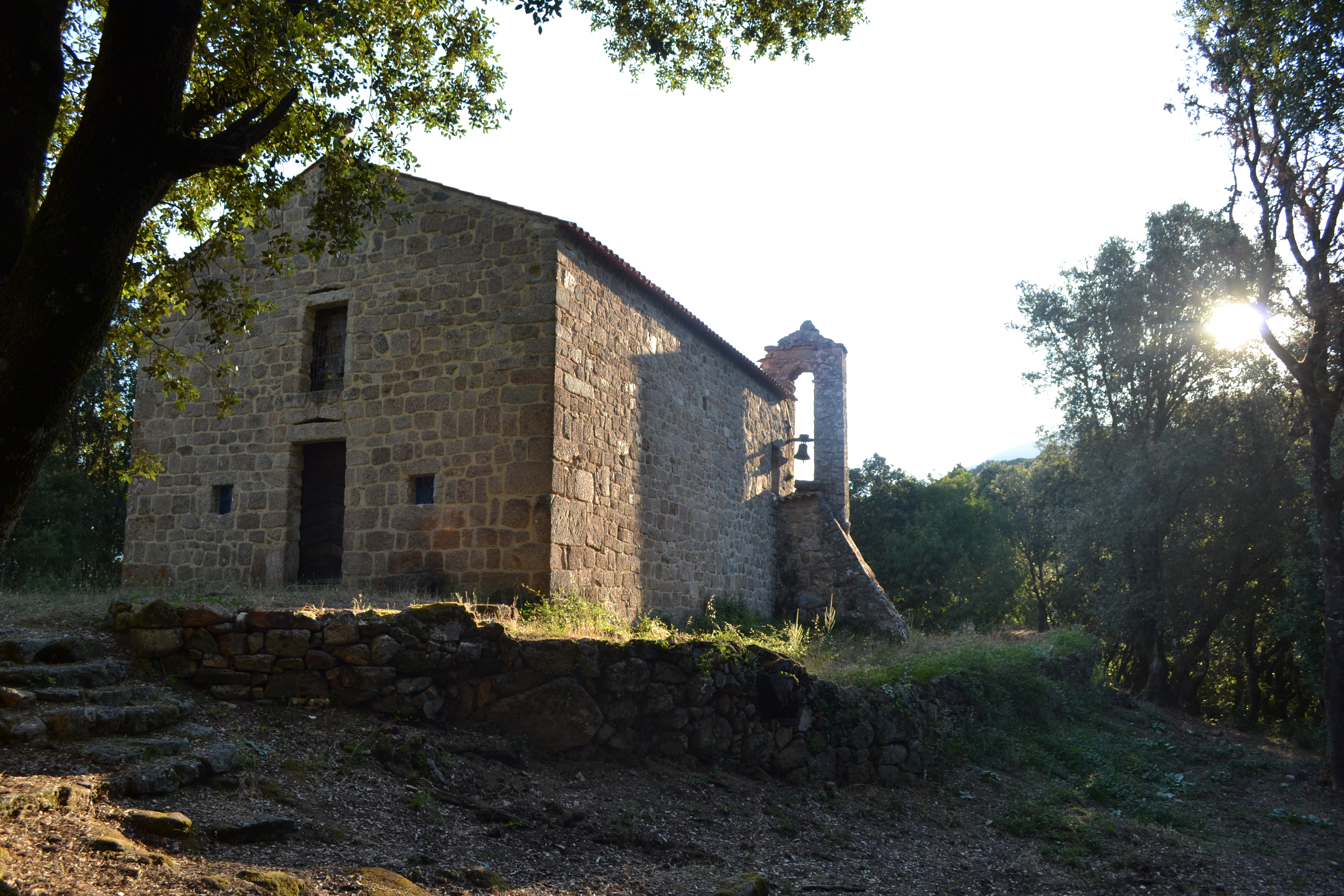
Oratorium, genannt Abadia di Maca-Croci

- Monument von Balestra aus der Bronzezeit, ein metallzeitlicher Fundort
- Oratorium, genannt Abadia di Maca-Croci, mit Ursprüngen aus dem 10. Jahrhundert, seit 1926 als Monument historique eingeschrieben
- Oratorium aus dem 13. und 14. Jahrhundert
- Pfarrkirche de l’Assomption aus dem ausgehenden 19. Jahrhundert
- Kapelle Sainte-Marie, genannt Abbadia, mit Ursprüngen aus dem Mittelalter, seit 1926 als Monument historique eingeschrieben
- Kirche Saint-André in Croce, 1686 errichtet